# 세풀베다역
세풀베다역 (Sepulveda Station)은 로스앤젤레스 메트로 버스웨이의 G선역 중 하나이다. 남북으로 이동하며 동서 버스 노선을 가로지르는 인접의 세풀베다 대로(Sepulveda Boulevard)의 이름을 따서 명명되었다. G선 역들 사이에서 독특한 세풀베다의 승강장은 교차로가 아닌 이 서쪽에서 한 블록 떨어진 위치해 있다. 이 역은 샌퍼넌도밸리의 중심부에 있는 로스앤젤레스시의 밴나이즈 근처에 있다.
이 승강장에는 콜럼버스 이전의 문양과 제왕나비가 그려진 노선도가 그려져 있다.

## 개발
동쪽의 세풀베다 대로(Sepulveda Boulevard), 남쪽의 교통역, 서쪽의 주간고속도로 제405호선, 북쪽의 빅토리 파크 부근 사이의 초과 역 주차와 인접한 상업구역에 대한 다양한 개발 제안이 검토되었다. 개념적 토지 이용 전략을 포함한 종합적인 연구는 2010년 중반 LA 메트로를 위해 UCLA 도시 계획 부서의 학생들이 준비했다. 그 후, 그 부지에 대한 개념적 개발 지침이 메트로에 의해 작성되었다.
지금까지 LA 피트니스를 포함한 개발 프로젝트는 이전에 위키스 퍼니처(Wickes Furniture) 빌딩이 있던 땅에 세워졌다. 2011년 12월과 2012년 2월 사이에 이전 위키스 퍼니처 건물은 이 프로젝트를 위해 철거되었다. 2012년 10월까지, LADWP는 프로젝트 옆에 있는 세풀베다 대로를 따라 새로운 목재 및 금속 전봇대를 설치했다. LA 피트니스 빌딩은 2013년 3월에 지어졌고 대중에게 공개되었다.
2014년과 2015년까지 세풀베다 역 주차장의 대부분은 현재 밴나이즈 대로에 있는 키이스(Keyes) 자동차 대리점에 임대되어 재고 조사를 받았다.
2019년 가을과 2020년 봄까지, 메트로는 이동 시간을 줄이기 위한 G선 개선의 일환으로 세풀베다 대료 위의 교량 공사를 시작한다. 지금까지 고가교 건설이 시작된 것은 LADWP가 교량 골조 건설에 앞서 교차로의 기존 송전선 지하화를 위해 세풀베다와 G선에 새로운 전봇대를 설치했다는 점이다. 새 교량이 건설되면 기존의 세풀베다 역은 고가역으로서 교량 위로 이전하게 된다.
2028년 하계 올림픽 동안, 이 역은 세풀베다댐을 오가는 관중들에게 서비스를 제공할 것이다.

## 운행 정보

### 역 구조
| 동행 | G선 | 채츠워스 방면 (우들리)       |
| 서행 | G선 | 노스할리우드 방면 (밴나이즈) |

### 메트로 버스웨이 운행 정보
메트로 버스웨이 G선은 매일 24시간 운행한다.

### 연결 가능한 버스노선
- 메트로 로컬: 234
- 메트로 래피드: 734, 788[7]